# Leptanthura sculpta
Leptanthura sculpta är en kräftdjursart som beskrevs av Fedor Aleksandrovich Pasternak 1982. Leptanthura sculpta ingår i släktet Leptanthura och familjen Leptanthuridae. Inga underarter finns listade i Catalogue of Life.